# Erdölförderung am Kaspischen Meer

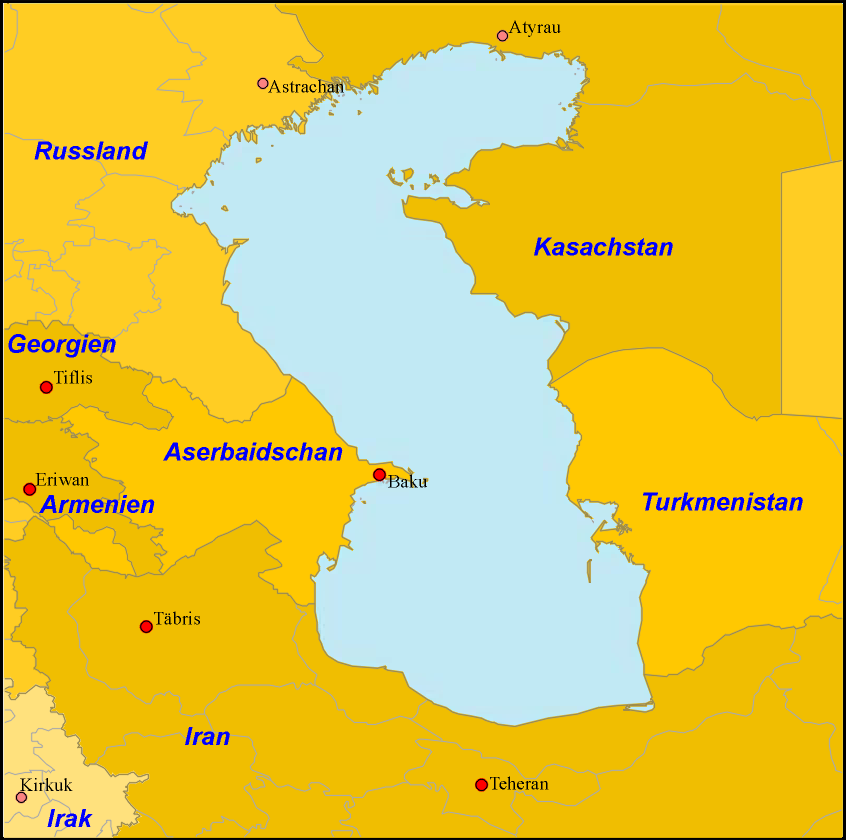
Anrainerstaaten des Kaspischen Meeres

Öl- und Gaspipelines (2012)

Im Bereich des Kaspischen Meeres existieren zahlreiche Lagerstätten großer Erdöl- und Erdgasvorkommen. Die Ausbeutung der Öl- und Gasfelder wird von allen Anrainerstaaten betrieben und ist für die Region ein bedeutender Wirtschaftsfaktor. Die Region ist aufgrund ihrer Reserven geopolitisch sehr wichtig in den Plänen für die zukünftige Energieversorgung sowohl der EU als auch Chinas. Im Gegensatz zu vielen wichtigen Fördergebieten hat das Kaspische Meer sein Fördermaximum bei Weitem noch nicht erreicht und wird daher in Zukunft höchstwahrscheinlich weiter an Bedeutung gewinnen.

## Geschichte

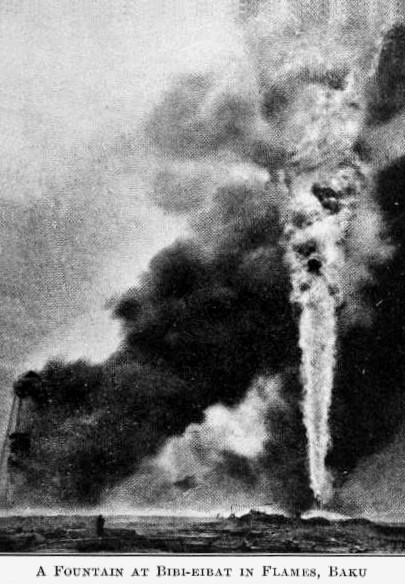
Brennende Ölquelle auf dem Bibi-Heybat-Ölfeld, Baku (1904)

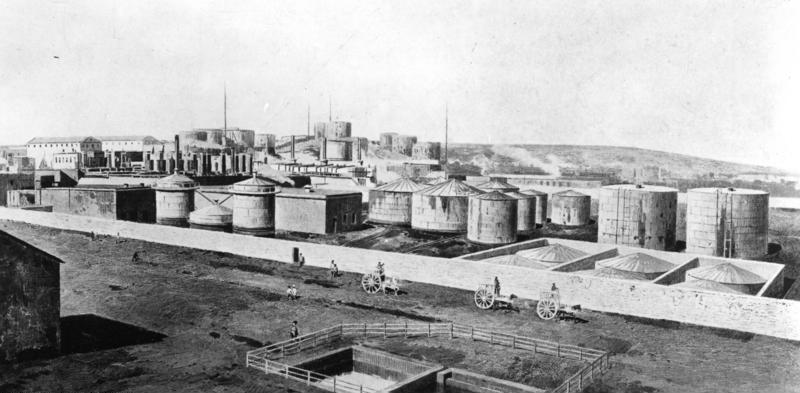
Erdöltanks in Baku (1912)

Die Entwicklung der Erdölindustrie weltweit und in der Kaukasusregion ist untrennbar mit der aserbaidschanischen Stadt Baku verbunden. Baku liegt auf der Abşeron-Halbinsel am Kaspischen Meer. 1844 erschloss der russische Ingenieur F. N. Semjonow mit einem Schlagbohrsystem eine Ölquelle im Ölfeld von Bibi Heybat. Die Nachricht von der ersten Ölbohrung der Welt blieb jedoch mehrere Jahre in der Bürokratie des Zarenreichs verschollen und gelangte erst in einem Bericht vom 14. Juli 1848 an die Öffentlichkeit. So gilt bis heute die von Edwin L. Drake am 27. August 1859 am Oil Creek in Titusville, Pennsylvania durchgeführte Bohrung als erste kommerzielle auf Erdöl ausgerichtete und erfolgreich durchgeführte Bohrung. Die Geschichte des Erdöls in der Region reicht jedoch sehr weit zurück. Erste Berichte stammen aus der Zeit 700–600 vor Christus. Das Öl wurden zum Heizen und zum Betrieb von Öllampen genutzt. Im 13. Jahrhundert berichtete Marco Polo über Karawanen, die Öl aus Baku in weite Teile Arabiens sowie bis nach Indien brachten. Um 1594 reichen von Hand gegrabene Schächte bis in Tiefen von 35 m. Um 1806 existieren auf der Abşeron-Halbinsel etwa 40 Ölquellen. Mitte des 19. Jahrhunderts setzt in Baku der Ölrausch ein. Ingenieure, Chemiker, Geologen und Geldgeber aus Europa und Russland machten sich auf den Weg nach Baku. Darunter sind die Brüder Alfred und Ludvig Nobel, der deutsche Chemiker Carl Engler, der russische Chemiker und Entwickler des „Periodensystems“ Dmitri Iwanowitsch Mendelejew und die  Bankiersfamilie Rothschild. Ergebnisse ihres Wirkens sind neue technische Entwicklungen wie z. B. Öltanker, Destillationsverfahren, das „rotary drilling“ und „gaslift“ Verfahren, die in Aserbaidschan das erste Mal zum Einsatz kamen. Die Ölindustrie nimmt einen gewaltigen Aufschwung. 1873 beginnt die Erschließung der Ölvorkommen auf der Abşeron-Halbinsel in großem Maßstab. Bald ist die Gegend für ihre Ölfontänen berühmt.
Treffen die Bohrtrupps auf eine Ölblase schießt das unter enormen Druck stehende schwarze Gold wie bei Geysiren bis zu 200 m hoch in die Luft und ergießt sich dann mitunter monatelang unkontrolliert in die Umwelt. 1878 lässt Ludwig Nobel den ersten dampfgetriebenen Öltanker der Welt die Zoroaster (nach Zoroaster, 628–551 vor Christus) auf einer schwedischen Werft konstruieren und bauen. Dmitri Mendelejew entwickelt 1882 die ununterbrochene Öldestillation. Ende des 19. Jahrhunderts, Aserbaidschan ist mit 50 % größter Ölförderer der Welt (Gesamtförderung 22 Millionen t), beginnt auch die Geschichte der Ölförderung im Iran. 1901 gilt als Gründungsjahr der iranischen Ölindustrie. Zwar wurden bereits zur Mitte des 19. Jahrhunderts Konzessionen zur Ölförderung vergeben, jedoch gab es keine zählbaren Ergebnisse. Im Mai 1908 produziert die erste iranische Ölquelle in Masdsched Soleyman. 1907 wird die Baku–Batumi-Benzin-Pipeline mit 19 Pumpstationen nach über 17 Jahren Bauzeit fertig. Sie ist mit 885 km die damals längste Pipeline der Welt. In Turkmenistan begann 1909 die Ölförderung auf der Cheleken-Halbinsel.
1911 wurde das weltweit erste Bohrloch mit der „rotary drilling“ Methode gebohrt. Um die Rohstoffbeschaffung für die britische Kriegsflotte sicherstellen zu können, kaufte 1912 der Royal Dutch Shell Konzern die Besitzungen des französischen Bankiers Rothschild am Kaspischen Meer.

### Entwicklung nach der Oktoberrevolution 1917
Die aus dem Ersten Weltkrieg resultierenden Interessen fremder Mächte an der Erdölregion um Baku führten zu einer komplexen Überschneidung diplomatischer und militärischer Aktivitäten.
Als sich in Folge türkischer Militäraktionen in der Kaukasusregion und der Proklamation (27. April 1918) eines unabhängigen transkaukasischen Staates die regionalpolitischen Verhältnisse änderten, versuchten georgische Politiker ein Schutzbündnis mit Deutschland zu schließen. Das stieß in Berlin wegen der strategischen Bedeutung dieser Region auf erhebliches Interesse und führte zu diplomatischen und militärischen Unterstützungsaktionen. Als hier die kriegerischen Handlungen im November 1918 endeten, schwand auch der politische Einfluss Deutschlands und alliierte Truppen erkannten die Möglichkeit zum Einmarsch von der Seite des Schwarzen Meeres. Dabei stand der Erdölverladehafen Batumi im Zentrum des britischen Interesses.
Aus den durch die Oktoberrevolution in Gang gesetzten politischen Entwicklungen heraus bildete sich die Bakuer Kommune, deren Volkskommissare im Juni 1918 Dekrete zur Verstaatlichung der Erdölindustrie, der Kaspischen Handelsflotte und der ansässigen Banken beschlossen. Im gleichen Monat griffen türkische Truppen die Stadt an. Britische Truppen rückten aus südlicher Richtung auf Baku vor und erreichten die Stadt am 4. August 1918.
Diese Intervention beseitigte vorübergehend den bolschewistischen Machteinfluss in Baku. Am 28. Dezember 1918 ließ der britische General William Thompson die aserbaidschanische Regierung zur legitimen Macht erklären. Die Bedeutung der Erdölvorkommen in Aserbaidschan war für alle Beteiligten so groß, dass zwischen den westlichen Truppen und der Roten Armee heftige Kämpfe anhielten. Die Regierungen der alliierten Streitkräfte erkannten, dass sie der militärischen Macht der Roten Armee auf Dauer nicht gewachsen waren, und verzichteten im Folgejahr auf weitere Konfrontationen. Die britischen Truppen verließen im Juni/Juli 1919 Baku und zogen sich in Richtung Batumi zurück. Mit dem Zusammenbruch der Denikin’schen Macht im Nordkaukasus verbesserte sich die strategische Situation für die Bolschewiken in der Region Baku entscheidend und somit konnte sich die sowjetische Herrschaft in Aserbaidschan im April 1920 festigen.
Die ca. 300 privaten Ölgesellschaften wurden komplett verstaatlicht und unter dem Dach der Ölgesellschaft Azerneft gebündelt.
Im Auftrag der zentralen Macht aus Moskau übte Sergei Mironowitsch Kirow auf die Entwicklungen im Kaukasus maßgeblich Einfluss aus. Ab Juli 1921 setzte er als KP-Chef von Aserbaidschan die inzwischen nur eingeschränkt arbeitende Erdölindustrie wieder in Gang. In den Jahren 1920–22 war die Erdölproduktion Russlands auf etwa die Hälfte (44–51 %) der Förderung vor Beginn des Ersten Weltkriegs gesunken. Der größte Teil des russischen Erdölaufkommens entfiel auf die Region um Baku und Grosny. Wegen dieser regional bedingten Abhängigkeit Russlands nahm die Erdölindustrie innerhalb des Programms NEP eine wichtige Rolle ein. Gleichzeitig entwickelten sich neue Strukturen in der Forschung über die Erdöllagerstätten. Das Zentrum dieser Aktivitäten bildete das Staatliche Erdölforschungsinstitut bzw. das spätere Institut für fossile Brennstoffe an der Akademie der Wissenschaften der UdSSR, namentlich unter der Leitung des Erdölgeologen Iwan Michailowitsch Gubkin (1871–1939). Gubkins Arbeiten stellten nach den Forschungen von Nikolai Iwanowitsch Andrussow weitere grundlegende geologische Erkenntnisse auf der Halbinsel Apscheron und in anderen Teilen vom Kaukasus dar und gingen noch einen Schritt weiter. Auf sein Wirken hin gründete sich die wissenschaftliche Basis der frühen sowjetischen Erdölindustrie.

### Zweiter Weltkrieg
Im Verlauf des Zweiten Weltkriegs setzten deutsche Truppen 1942 alles daran, nach Baku vorzudringen. Für Deutschland waren die Ölvorräte um das Kaspische Meer strategisch entscheidend. Gegenüber Feldmarschall Erich von Manstein sagte Adolf Hitler: „Wenn wir das Öl bei Baku nicht kriegen, ist der Krieg verloren.“ Somit lag 1942 der Fokus der deutschen Offensiven im Rahmen der Fall Blau genannten Operation auf der Eroberung des Kaukasusgebietes. Ferner bestanden Planungen der Kriegsmarine für das Kaspische Meer.
Der 5. SS-Panzer Division „Wiking“ gelang es zwar am 9. August 1942 Maikop einzunehmen, die eigentlichen Ziele, die Felder bei Grosny und vor allem Baku wurden jedoch nie erreicht. In Maikop machte sich die speziell dafür geschaffene Technische Brigade Mineralöl (TBM) sofort an Reparaturarbeiten der dortigen Ölanlagen, was jedoch nur zu einem verschwindend geringem Teil gelang. Dies lag vor allem daran, dass die Rote Armee beim Rückzug die Anlagen zerstört und die Felder Maikops in Brand gesetzt hatte.
Die drohende Abschneidung durch einen sowjetischen Vorstoß auf Rostow am Don in folge der Niederlage von Stalingrad gefährdeten die gesamten Truppen im Kaukasus. Deshalb musste der Kaukasus im Januar 1943 vollständig geräumt werden um eine Einkesselung zu verhindern, damit mussten auch die Ölfelder von Maikop geräumt werden. Die misslungene Operation trug zur endgültigen Wende des Krieges bei.

### Nach 1945

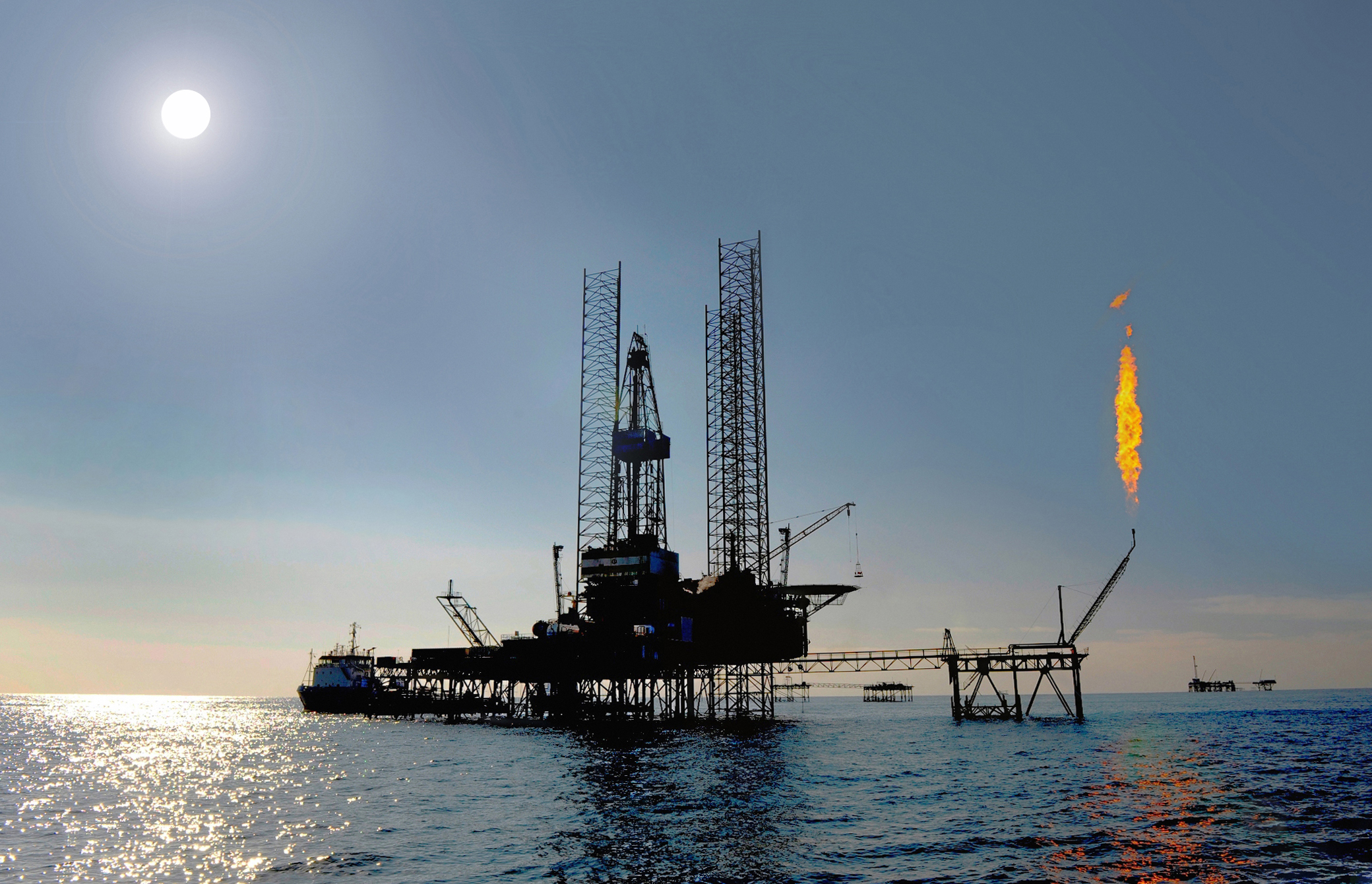
Bohrplattform „Iran Khazar“ bei Bohrungen für Dragon Oil vor der Küste Turkmenistans (2008)

#### Iran
Die staatliche iranische Ölgesellschaft National Iranian Oil Company wurde 1951 gegründet. Im Iran fand 1978/79 die Islamische Revolution statt – der Schah wurde gestürzt. Die komplette Ölindustrie wurde verstaatlicht und unter dem Dach der National Iranian Oil Company gebündelt.
Im Juli 2009 gab das Ölministerium bekannt, dass 46 Öl-Gasfelder im iranischen Teil des Kaspischen Meers lokalisiert wurden. Dazu wurde die vom Iran und einer schwedischen Firma gebaute 14.000 t Bohrplattform „Iran-Alborz“ in Betrieb genommen. Sie ist die größte ihrer Art im Mittleren Osten. Bei einer Wassertiefe von bis zu 1.000 m können Bohrungen bis 6.000 m unter den Meeresboden erfolgen.
Der Bau der zwei Milliarden US-Dollar Pipeline von Neka am Kaspischen Meer nach Jask am Golf von Oman wurde von der iranischen Regierung in Auftrag gegeben.
Im Januar 2010 begann die „Iran Alborz“ Bohrplattform der „North Drilling Company“ mit der ersten Erkundungsbohrung im iranischen Teil des Kaspischen Meers.

#### Aserbaidschan
Ab 1958 entstand 45 km vor der Küste ein 7.000 ha großer künstlicher Inselkomplex. Mitten im Meer entstanden hunderte künstliche Inseln, Bohr- und Förderplattformen, 450 km Straßen, Wohnkomplexe, alles steht auf Pfählen im Meer oder befindet sich auf künstlich aufgeschütteten Inseln. Am 13. Februar 1954 trieb ein riesiges Eisfeld auf diese Meeresstadt zu und drohte diese vollständig zu zerstören. Ein Alarmeinsatz der Sowjetarmee mit Kampfflugzeugen, Raketenwerfern und Pioniereinheiten mit Minen, konnte das Eisfeld erfolgreich zersprengen, so dass keinerlei Schaden entstand.
Von 1871 bis 1971 förderte Aserbaidschan eine Milliarde Tonnen Öl. Am 1. November 2017 verkündete ein Sprecher der SOCAR, dass Aserbaidschan in den kommenden Tagen die zweite Milliarde Tonne Erdöl fördern wird. Inzwischen stieg die Menge seit der Unabhängigkeit auf 700 Millionen Tonnen an. Möglich wurde dies durch Verträge mit zahlreichen der weltweit größten Ölkonzernen aus 8 Ländern sowie der Baku-Tiflis-Ceyhan-Pipeline die einen Export unter Umgehung Russlands ermöglicht.
1991 werden die zwei staatlichen Gesellschaften Azerneft and Azneftkimiya zur staatlichen Öl- und Gasgesellschaft „State Oil Company of Azerbaijan Republic“ SOCAR verschmolzen.

#### Kasachstan
Im Jahr 2000 wurde im nördlichen Teil des Kaspischen Meers eines der größten Ölfelder der Welt entdeckt (Kaschagan). 2002 wurden die staatliche „CJSC National oil and gas company Kazakhoil“ und die „CJSC NC Transport of Oil and Gas“ zur staatlichen Öl- und Gasgesellschaft Kasachstans KazMunayGas verschmolzen.

#### Turkmenistan
Das Kumdag-Feld (1948) und das Koturdepe-Feld (1959) wurden entdeckt. Im Jahr 1970 wurde mit 15,7 Mio. t der Höhepunkt der Ölförderung erreicht.
Turkmenistan gründete 1991 die staatlichen Öl- und Gasgesellschaften Turkmenneft und Turkmengaz. Turkmenistan ist der einzige Staat am Kaspischen Meer, in dem die Ölförderung von untergeordneter Bedeutung ist. Dafür zählen die Erdgasreserven Turkmenistans zu den größten der Welt.
Bis zur Eröffnung der Central Asia-China Gas Pipeline im Jahr 2009 war Turkmenistan beim Erdgastransport auf russische Pipelines angewiesen und musste dafür Transitgebühren für den sehr langen Transportweg nach Europa bezahlen. Turkmenistan ist weiterhin bemüht diese Abhängigkeit von Russland zu reduzieren.

## Rechtsstreit um die Schürfrechte unter Anrainerstaaten
Im Jahr 2009 ist noch immer nicht geklärt, wie genau die Schürfrechte unter den Anrainerstaaten aufgeteilt werden. Anrainerstaaten des Kaspischen Meeres, die die Ausbeutung der Ölfelder für sich beanspruchen sind Russland, Kasachstan, Turkmenistan, Iran und Aserbaidschan. Bei der Klärung dieses andauernden Rechtsstreits geht es insbesondere um die Definition des Kaspischen Meeres. Je nachdem ob das größte Binnengewässer der Welt nun als Meer oder als See betrachtet wird, werden die Erdöl- und Erdgasreserven unterschiedlich aufgeteilt. Dabei verhält es sich genau andersherum als gemeinhin angenommen: Betrachtet man das Kaspische Meer als Meer, dann würden die Anrainer lediglich einige Seemeilen vor ihrer Küste kontrollieren. Die große Mitte des Meeres hingegen wäre internationales Gewässer, dessen Schifffahrtswege, Fischschwärme und Bodenschätze von allen Beteiligten gemeinsam genutzt werden könnten. Sie müssten sich darauf einigen, wie die Ölquellen ausgebeutet und die Profite geteilt werden. Ist das Kaspische Meer hingegen ein See, wird der gesamte Grund unter den Anrainern zu gleichen Teilen aufgeteilt. Die meisten Rechtsexperten legen die internationale Konvention des Seerechts so aus, dass das Kaspische Meer ein Meer ist.

## Reserven und Produktion
Im und um das Kaspische Meer lagern enorme Mengen an Erdöl und Erdgas. Geologen vermuten 50 Milliarden Barrel Erdöl auf dem Grund und an den Küsten des Kaspischen Meeres. Optimistische Schätzungen gehen von bis zu 100 Milliarden Barrel aus. Die Erdgasreserven in den Vereinigten Staaten werden auf 7,71 Billionen m³ und die des größten Erdgasfeldes der Welt, dem North Field-South Pars (Qatar und Iran) auf 33,4 Billionen m³ geschätzt. Im turkmenischen Teil des Meeres liegen mehr als 7,5 Billionen m³ Gas. In Kasachstan gestaltet sich die Förderung in den Feldern besonders schwierig. Im Jahr 2000 wurde Kaschagan als der größte Fund seit 30 Jahren gefeiert, jedoch gelingt es trotz Hilfe westlicher Konzerne nicht, an das Erdöl in großer Tiefe und in Regionen mit teils arktischer Kälte zu gelangen.

### Die größten Öl- und Gasfelder
| Name                                             | Land | Lage                                                       | Reserven                                | Produktions- beginn                                  | Förderung pro Tag                                   | Betreiber (Beteiligte)                                                                    |
| ------------------------------------------------ | ---- | ---------------------------------------------------------- | --------------------------------------- | ---------------------------------------------------- | --------------------------------------------------- | ----------------------------------------------------------------------------------------- |
| Kaschagan                                        | KAZ  | 2000 entdeckt, 75 × 35 km, 4500 m bis 5500 m Wassertiefe   | 16–18 Mrd. Barrel                       | 2013 (nach 1 Monat eingestellt), Ende 2017 (geplant) | 90.000 Barrel (2013), 300.000 Barrel (geplant 2018) | Eni, ExxonMobil, Total, Shell ConocoPhillips, KazMunayGas                                 |
| Tengiz                                           | KAZ  | Festland, 1979 entdeckt, 565 km², 5400 m                   | 9 Mrd. Barrel, 1,8 Billionen m³ (64Tcf) | 1991                                                 | 536.200 Barrel (2014) 15.6 Millionen m³(2005)       | Tengizchevroil (Chevron; KazMunayGas; Exxon Mobile, Kazakhstan Ventures Inc. und LUKArco) |
| Azeri-Chirag-Guneshli (ACG)                      | AZE  | 100 km östlich von Baku, 60–280 m Wassertiefe              | 5–6 Mrd. Barrel                         | 1997                                                 | 820.000 Barrel, 1 Mio. Barrel geplant               | BP + SOCAR                                                                                |
| Schah Denis                                      | AZE  | 60 km südlich von Baku, 25×10 km                           | 1,25 Mrd. Barrel                        | 2006                                                 | 7,5 Mrd. m³ Erdgas pro Jahr                         | BP + SOCAR                                                                                |
| Neft Daşları                                     | AZE  | 45 km von Baku, 70 km²                                     |                                         | 1960                                                 | 7 Mio. Barrel (2008)                                | SOCAR                                                                                     |
| Dzheitune (Lam) und Dzhygalybeg (Zhdanov)        | TKM  | westlich der Cheleken-Halbinsel, 40 m Wassertiefe, 950 km² | 645 Mio. Barrel, 90 Mrd. m³             | 2000                                                 | 40.000 Barrel                                       | Dragon Oil, TurkmenNeft (TN), TurkmenGas (TG)                                             |
| South Yolotan-Osman Gasfeld                      | TKM  | Südost-Turkmenistan, 75×35 km                              | 6 Billionen m³                          |                                                      |                                                     | TurkmenGas (TG)                                                                           |
| Yashlar-Gasfeld                                  | TKM  | Südost-Turkmenistan                                        | 1,5 Billionen m³                        |                                                      |                                                     | TurkmenGas (TG)                                                                           |
| Lagansky Block                                   | RUS  | 2000 km², 2 m Wassertiefe                                  | 640 Mio. Barrel                         | 2008                                                 |                                                     | Gazprom, Lundin Petroleum                                                                 |
| - Juri Kortschagin - W. Filanowski - Chalynskoje | RUS  |                                                            | 2 Mrd. Barrel, 481 Mrd. m³ (17 Tcf)     | - 2009 - 2012 - 2014                                 |                                                     | Lukoil, Gazprom, Rosneft                                                                  |

Erdöl in Barrel, Erdgas in Kubikmeter (m³)

### Öl- und Gasförderung nach Ländern
| Land          | 2009                         | 2010                         | 2011                         | 2012                         |
| ------------- | ---------------------------- | ---------------------------- | ---------------------------- | ---------------------------- |
| Russland      | 500,8 Mio. t / 527,7 Mrd. m³ | 511,8 Mio. t / 588,9 Mrd. m³ | 518,5 Mio. t / 607,0 Mrd. m³ | 526,2 Mio. t / 592,3 Mrd. m³ |
| Kasachstan    | 78,2 Mio. t / 16,4 Mrd. m³   | 81,6 Mio. t / 15,9 Mrd. m³   | 82,4 Mio. t / 17,5 Mrd. m³   | 81,2 Mio. t / 18,4 Mrd. m³   |
| Aserbaidschan | 50,4 Mio. t / 14,8 Mrd. m³   | 50,8 Mio. t / 15,1 Mrd. m³   | 45,6 Mio. t / 14,8 Mrd. m³   | 43,4 Mio. t / 15,6 Mrd. m³   |
| Turkmenistan  | 10,4 Mio. t / 36,4 Mrd. m³   | 10,7 Mio. t / 42,4 Mrd. m³   | 10,7 Mio. t / 59,5 Mrd. m³   | 11 Mio. t / 62,3 Mrd. m³     |

Erdölförderung in Tonnen (t), Erdgasförderung in Kubikmeter (m3).

## Pipelines

### Öl-Export-Pipelines
| Pipeline                          | Karte                                                               | Trasse                                                                 | Länge   | Inbetriebnahme | Kapazität                   | Bemerkungen                                           |
| --------------------------------- | ------------------------------------------------------------------- | ---------------------------------------------------------------------- | ------- | -------------- | --------------------------- | ----------------------------------------------------- |
| Baku-Tiflis-Ceyhan-Pipeline (BTC) | Verlauf der Baku-Tiflis-Ceyhan-Pipeline                             | Baku–Tiflis–Ceyhan                                                     | 1760 km | 2005           | 1 Mio. Barrel pro Tag       | - Kosten: 4 Mrd. US-Dollar - Durchflussdauer 10 Tage  |
| Baku-Supsa-Pipeline               | In Baku beginnende Ölpipelines                                      | Baku–Supsa (Georgien)                                                  | 830 km  | 1999           | 145.000 Barrel pro Tag      | - Betreiber: BP - Kosten: 556 Mio. US-Dollar          |
| Baku-Noworossijsk-Pipeline        |                                                                     | Baku–Noworossijsk                                                      | 1330 km | 1997           | 5 Mio. t pro Jahr           | - Betreiber: SOCAR; Transneft                         |
| CPC (Caspian Pipeline Consortium) | CPC-Ölpipeline von Tengiz (Kasachstan) nach Noworossijsk (Russland) | Tengiz–Noworossijsk                                                    | 1510 km | 2001           | 750.000 Barrel pro Tag      | - Beteiligte: 3 Staaten, 10 Unternehmen aus 7 Staaten |
| Kasachstan-China-Ölpipeline       | Ölpipeline von Atyrau (Kasachstan) zur Dsungarischen Pforte (China) | Atyrau–Alashankou                                                      | 3000 km | 2005           | 400.000 Barrel pro Tag      | - Betreiber: CNPC, KazMunayGas                        |
| Pan-European Oil Pipeline (PEOP)  |                                                                     | Kaspisches Meer–Rumänien (Schwarzmeerhafen Constanta)–Triest (Italien) | 1400 km | geplant        | 1,2–1,8 Mio. Barrel pro Tag | - Baukosten: 2–3,5 Mrd. Euro                          |

### Gas-Export-Pipelines
| Pipeline | Karte                                         | Trasse | Länge        | Inbetriebnahme                                         | Kapazität pro Jahr                     | Bemerkungen |
| --- | --------------------------------------------- | --- | ------------ | ------------------------------------------------------ | -------------------------------------- | --- |
| Südkaukasus-Pipeline (SCP) | SCP Pipeline                                  | Schah-Deniz-Feld–Baku–Tiflis–Erzurum (Türkei) | 690 km       | 2006                                                   | 7 Mrd. m3                              | - Betreiber: BP - Kosten: 1 Mrd. US-Dollar                                                                                        |
| Pre-Caspian Gas Pipeline | Turkmenistan-Kasachstan-Russland Gas Pipeline | Turkmenbashi (Turkmenistan) – Kasachstan – Alexandrow Gay (Russland) | 1700 km      | 2010                                                   | 30 Mrd. m3                             | - Betreiber: Gazprom, KazMunayGaz, TurkmenGaz - Kosten: 1 Mrd. US-Dollar                                                          |
| Central Asia-China Gas Pipeline (Turkmenistan – China Gas Pipeline)                                                                                                |                                               | Turkmenistan–Usbekistan–Kasachstan–Zhejiang–Guangdong–Hongkong | 8.700 km     | 2009                                                   | 40 Mrd. m3                             | - Betreiber: CNPC, TurkmenNeft, UzbekNefteGaz, KazMunaiGaz - Kosten: 20,8 Mrd. US-Dollar                                          |
| East-West Gas Pipeline (Turkmenistan) |                                               | Osman Gas Feld (Southern Yoloten) – Küste d. Kaspischen Meers | 800-1.000 km |                                                        | 30 Mrd. m3                             | - Betreiber: TurkmenGaz - Kosten:                                                                                                 |
| Nabucco-Pipeline | Nabucco Gas Pipeline                          | Erzurum–Bulgarien–Rumänien–Ungarn–Österreich (Baumgarten) | 3.300 km     | möglicherweise nie                                     | 10 Mrd. m3 ab 2014; 30 Mrd. m3 ab 2019 | - Beteiligte: OMV, MOL (Ungarn), Transgaz (Rumänien), Bulgargaz (Bulgarien), Botas, RWE - Kosten: 14 Mrd. Euro (ca. 20 Mrd. US-$) |
| South-Stream-Pipeline | South Stream Gas Pipeline                     | Noworossijsk–Warna–(Italien)–Österreich |              | eingestellt                                            | 63 Mrd. m3                             | - Beteiligte: South Stream AG: Gazprom (50 %), Eni (50 %) - Kosten: 8,6 Mrd. Euro                                                 |
| Korpeje – Kordkuy Pipeline |                                               | Korpeje Feld nördlich Okarem (Turkmenistan) – Kordkuy (Iran, Provinz Golestan) | 200 km       | 1997                                                   | 8 Mrd. m3                              | - Beteiligte: TurkmenNeft, National Iranian Oil Company - Kosten: 195 Millionen $                                                 |
| Döwletabad-Hangiran Pipeline |                                               | Döwletabad (Turkmenistan) – Hangiran (Iran, Provinz Chorasan) | 182 km       | 2010                                                   | 12 Mrd. m3                             | - Beteiligte: TurkmenNeft, National Iranian Oil Company                                                                           |
| Central Asia Center (CAC) Gas Pipeline System - Ostabschnitte - CAC 1 Pipeline - CAC 2 Pipeline - CAC 4 Pipeline - CAC 5 Pipeline - Westabschnitt - CAC-3 Pipeline |                                               | Dauletabad Gas Feld – Okarem – Shatlyk Gas Feld – Khiva – Kungrad – Cheleken (Turkmenistan) – Nukus (Usbekistan) – Beyneu (Kasachstan) – Alexandrov Gay (Russland). Entlang des Flusses Amudarja | 2.000 km     | - CAC 1, 2 1969 - CAC 3 1975 - CAC 4 1973 - CAC 5 1985 | 90 Mrd. m3                             | - Beteiligte: Gazprom, Turkmengas, Uzbekneftegas, KazMunayGas                                                                     |
| Turkmenistan-Afghanistan-Pakistan-Pipeline |                                               | Turkmenistan – Afghanistan – Pakistan (- Indien) | 1.680 km     | 2016                                                   | 90 Mrd. m3                             | - Kosten: 6–7 Mrd. US-Dollar |